# Штайнер, Пауль
Па́уль Шта́йнер (нем. Paul Steiner; 23 января 1957, Вальдбрун) — немецкий футболист, играл на позиции защитника.

## Карьера
Начинал свой путь в детской команде «Штрюмпфельбрун» из родного города. В восемнадцать лет перня присмотрели в Мангейме и он подписал контракт с клубом «Вальдхоф», игравшем во второй Бундеслиге. Дебютировал в профессиональном футболе 9 августа 1975 года в матче против «Майнца», закончившегося поражением 0:2. Всего за клуб он провёл 144 игры и зыбил 16 мячей, что очень неплохо для защитника.
В 1979 году он перешёл в «Дуйсбург», где сыграл всего два сезона. Уже в 1981 году он стал футболистом «Кёльна», с которым впоследствии он занимал высокие места в чемпионате Германии, выигрывал кубок Германии и доходил до финала Кубка УЕФА. Всего за «Кёльн» Пауль провёл 291 игру и забил 20 мячей.

## Карьера в сборной
За всю историю немецкой сборной, Пауль является одним из самых старших её дебютантов. Первый и единственный раз на поле в футболке сборной он появился в возрасте 33 лет 30 мая 1990 года перед чемпионатом мира. В том матче сборная принимала команду Дании, матч закончился победой 1:0, Пауль заменил в перерыве Клауса Аугенталера, сменщиком которого он поехал на мировое первенство и завоевал с командой золотые медали. На чемпионате мира на поле ни разу не выходил.

## Статистика
| Сезон     | Команда  | Лига              | Матчи | Голы |
| --------- | -------- | ----------------- | ----- | ---- |
| 1975/76   | Вальдхоф | Вторая Бундеслига | 36    | 4    |
| 1976/77   | Вальдхоф | Вторая Бундеслига | 38    | 4    |
| 1977/78   | Вальдхоф | Вторая Бундеслига | 37    | 6    |
| 1978/79   | Вальдхоф | Вторая Бундеслига | 33    | 2    |
| 1979/80   | Дуйсбург | Бундеслига        | 33    | 4    |
| 1980/81   | Дуйсбург | Бундеслига        | 25    | 3    |
| 1981/82   | Кёльн    | Бундеслига        | 34    | 2    |
| 1982/83   | Кёльн    | Бундеслига        | 33    | 5    |
| 1983/84   | Кёльн    | Бундеслига        | 33    | 3    |
| 1984/85   | Кёльн    | Бундеслига        | 32    | 0    |
| 1985/86   | Кёльн    | Бундеслига        | 31    | 1    |
| 1986/87   | Кёльн    | Бундеслига        | 33    | 2    |
| 1987/88   | Кёльн    | Бундеслига        | 33    | 2    |
| 1988/89   | Кёльн    | Бундеслига        | 31    | 5    |
| 1989/90   | Кёльн    | Бундеслига        | 30    | 0    |
| 1990/91   | Кёльн    | Бундеслига        | 1     | 0    |
| 1975—1991 | Итого    | Везде             | 493   | 43   |

## Достижения
- Серебряный призёр Бундеслиги: 1982, 1989, 1990
- Обладатель кубка Германии: 1983
- Финалист Кубка Германии: 1991
- Финалист Кубка УЕФА: 1986